# ブルース・チェン
ブルース・カストロ・チェン（Bruce Kastulo Chen, 1977年6月19日 - ）は、パナマ共和国パナマ県パナマ市出身の元プロ野球選手（投手）。左投左打。

## 経歴

### プロ入りとブレーブス時代
1993年7月2日にアトランタ・ブレーブスと契約。
1994年、傘下のルーキー級ガルフ・コーストリーグ・ブレーブスでプロデビュー。9試合に登板し、1勝4敗1セーブ・防御率3.80だった。
1995年はルーキー級ダンビル・ブレーブスで14試合に登板し、4勝4敗・防御率3.97だった。
1996年はA-級ユージーン・エメラルズで11試合に登板し、4勝1敗・防御率2.27だった。
1997年はA級メイコン・ブレーブスで28試合に登板し、12勝7敗・防御率3.51だった。
1998年はAA級グリーンビル・ブレーブスとAAA級リッチモンド・ブレーブスでプレー。AA級グリーンビルでは24試合に登板し、13勝7敗・防御率3.29だった。9月7日のニューヨーク・メッツ戦で先発起用されメジャーデビュー。3回を投げ、6安打（2本塁打）4失点2四球と結果を残せず降板。勝ち負けは付かなかった。9月12日のフロリダ・マーリンズ戦では6.1回を6安打2失点7奪三振に抑え、メジャー初勝利を挙げた。この年は4試合に登板し、2勝0敗・防御率3.98だった。
1999年はAAA級リッチモンドで開幕を迎え、5月にメジャーへ昇格。8月7日のサンフランシスコ・ジャイアンツ戦からリリーフへ転向した。16試合に登板し、2勝2敗・防御率5.47だった。
2000年はリリーフに専念し、22試合に登板。4勝0敗・防御率2.50だった。

### フィリーズ時代
2000年7月12日にアンディ・アシュビーとのトレードでジミー・オスティングと共にフィラデルフィア・フィリーズへ移籍。移籍後は先発に復帰し、15試合に登板。3勝4敗・防御率3.63だった。
2001年は開幕ロースター入りし、16試合に登板。4勝5敗・防御率5.00と数字を残せず、7月6日にAA級レディング・フィリーズへ降格した。

### メッツ時代
2001年7月27日に、デニス・クックおよびターク・ウェンデルとのトレードで、アダム・ウォーカーと共にメッツへ移籍。移籍後は11試合に登板し、3勝2敗・防御率4.68だった。
2002年は開幕ロースター入りし、リリーフとして1試合に登板した。

### エクスポズ時代
2002年4月5日にフィル・セイベルおよびマット・ワトソン、スコット・ストリックランドとのトレードで、後日発表選手とともにモントリオール・エクスポズへ移籍（後日発表選手は、ソール・リベラ、ディッキー・ゴンザレス、ルイス・フィゲロア）。移籍後は15試合に登板（先発は5度の登板）し、2勝3敗・防御率6.99だった。

### レッズ時代
2002年6月14日にジム・ブラウワーとのトレードでシンシナティ・レッズへ移籍。39試合に登板し、0勝2敗・防御率4.31だった。
2003年3月10日に放出された。

### アストロズ時代
2003年3月14日にヒューストン・アストロズとマイナー契約を結んだ。開幕ロースター入りして11試合に登板し、0勝0敗・防御率6.00だった。5月3日にDFAとなった。

### レッドソックス時代
2003年5月7日にウェイバー公示を経てボストン・レッドソックスへ移籍した。5月9日にメジャーへ昇格したが、5試合に登板し、0勝1敗・防御率5.11と結果を残せず、6月1日にDFAとなり、6月5日にAAA級ポータケット・レッドソックスへ降格した。オフの10月3日にFAとなった。

### ブルージェイズ傘下時代
2003年11月26日にトロント・ブルージェイズとマイナー契約を結んだ。
2004年はAAA級シラキュース・チーフスで開幕を迎え、3試合に登板し、0勝1敗・防御率8.71だった。

### オリオールズ時代
2004年5月1日に金銭トレードでボルチモア・オリオールズへ移籍。移籍後はAAA級オタワ・リンクスでプレーし、8月25日にメジャー契約を結んだ。昇格後は8試合に登板し、2勝1敗、防御率3.02だった。
2005年は開幕ロースター入りし、34試合に登板。新たにチェンジアップを習得し、投球に幅が広がったこともあって、メジャー8年目で自身初の二桁勝利、また自己最多となる13勝をマーク。自身2度目の完投勝利を挙げ、197.1投球回と133奪三振も自己最多と飛躍の年となった。
2006年1月17日にオリオールズと1年契約に合意。開幕前の3月に開催された第1回WBCのパナマ代表に選出された。
シーズンでは、エリック・ベダードやロドリゴ・ロペスらと共に、開幕から先発投手としてプレーした。しかし、制球難に陥り、6月頭に先発ローテーションを外され、中継ぎとしてプレーすることとなった。オフの10月31日にFAとなった。

### レンジャーズ時代
2007年2月6日にテキサス・レンジャーズとマイナー契約んだ。4月1日にメジャー契約を結んだ。昇格後は5試合に登板したが、防御率7.20と乱調。4月21日にDFAとなり、4月28日にAAA級オクラホマ・レッドホークスに降格した。降格後はAAA級オクラホマで4試合に登板し、1勝1敗・防御率5.62だった。オフの10月15日にFAとなった。また、この年にトミー・ジョン手術を受け、その影響で2008年はどの球団にも所属せず、リハビリに充てていた。

### ロイヤルズ時代
2009年3月に第2回WBCのパナマ代表に選出され、2大会連続2度目の選出を果たした。同大会では、初戦のプエルトリコ戦に先発するも4回2失点で負け投手となった。
シーズンでは3月1日にカンザスシティ・ロイヤルズとマイナー契約を結んだ。AAA級オマハ・ロイヤルズで開幕を迎え、6月26日にロイヤルズとメジャー契約を結んだ。昇格後は17試合に登板し、1勝6敗、防御率5.78だった。オフの11月6日にFAとなったが、12月11日にマイナー契約で再契約した。
2010年はAAA級オマハで開幕を迎えた。4月23日にロイヤルズとメジャー契約を結んだ。この年は4年ぶりの二桁勝利となる12勝（7敗）を挙げ、防御率4.17だった。オフの11月5日にFAとなった。
2011年1月15日にロイヤルズと1年契約で再契約した。開幕ロースター入りした。5月10日に腰の故障で15日間の故障者リスト入りし、6月24日に復帰。約1ヶ月間離脱していたが、25試合に登板し、2年連続の二桁勝利となる12勝（8敗）を挙げ、防御率は3.77だった。オフの10月30日にFAとなったが、11月23日に総額900万ドル（出来高を含めると最大で総額1100万ドル）の2年契約でロイヤルズと再契約した。
2012年は開幕投手を務め、34試合に登板（34試合の先発登板はリーグトップ）。11勝14敗・防御率5.07と前年に比べ成績は悪かったが、3年連続の二桁勝利を挙げた。
2013年はシーズン開幕前の3月に開催された第3回WBCの中国代表に参加することを目指したが、祖父母が中国出身である証明書を揃えることができなかったため、参加資格を満たせず不参加となった。レギュラーシーズンの開幕は中継ぎとして迎え、7月12日のクリーブランド・インディアンス戦から先発に復帰。34試合に登板し、9勝4敗・防御率3.27だった。オフの10月31日にFAとなった。
2014年2月1日にロイヤルズと325万ドルの1年契約（2015年のオプション付き）で再契約した。開幕ロースター入りし、4試合に登板したが、5月2日に椎間板ヘルニアで15日間の故障者リスト入りした。9月5日に放出された。この年のレギュラーシーズンでは、7試合の先発登板を含む計13試合に登板したが、2勝4敗・防御率7.45で負け越しと振るわなかった。

### インディアンス時代
2015年2月16日にインディアンスとマイナー契約を結ぶ事で合意した。開幕を傘下のAAA級コロンバス・クリッパーズで迎えた。5月9日にメジャー昇格。だが、2試合に先発して防御率12.79と振るわず、16日にDFAとなり、18日に現役引退を表明した。

### 現役引退後
現役引退後はインディアンスの育成部門に携わっている。
2016年12月に第4回WBCの中国代表に参加するため、投球練習を再開。
2017年3月4日に行われたオリックス・バファローズとの代表強化試合で引退後初の実戦での登板を果たした。WBC本戦では1次リーグのキューバ戦に先発登板し、2回2/3を無失点で抑えた。このキューバ戦では紐履を履いて登板し、話題となった。

## 詳細情報

### 年度別投手成績
| 年 度     | 球 団     | 登 板 | 先 発 | 完 投 | 完 封 | 無 四 球 | 勝 利 | 敗 戦 | セ 丨 ブ | ホ 丨 ル ド | 勝 率 | 打 者 | 投 球 回 | 被 安 打 | 被 本 塁 打 | 与 四 球 | 敬 遠 | 与 死 球 | 奪 三 振 | 暴 投 | ボ 丨 ク | 失 点 | 自 責 点 | 防 御 率 | W H I P |
| --------- | --------- | ----- | ----- | ----- | ----- | -------- | ----- | ----- | -------- | ----------- | ----- | ----- | -------- | -------- | ----------- | -------- | ----- | -------- | -------- | ----- | -------- | ----- | -------- | -------- | ------- |
| 1998      | ATL       | 4     | 4     | 0     | 0     | 0        | 2     | 0     | 0        | --          | 1.000 | 91    | 20.1     | 23       | 3           | 9        | 1     | 1        | 17       | 0     | 0        | 9     | 9        | 3.98     | 1.57    |
| 1999      | ATL       | 16    | 7     | 0     | 0     | 0        | 2     | 2     | 0        | 1           | .500  | 214   | 51.0     | 38       | 11          | 27       | 3     | 2        | 45       | 0     | 0        | 32    | 31       | 5.47     | 1.27    |
| 2000      | ATL       | 22    | 0     | 0     | 0     | 0        | 4     | 0     | 0        | 0           | 1.000 | 176   | 39.2     | 35       | 4           | 19       | 2     | 1        | 32       | 0     | 1        | 15    | 11       | 2.50     | 1.36    |
| 2000      | PHI       | 15    | 15    | 0     | 0     | 0        | 3     | 4     | 0        | 0           | .429  | 383   | 94.1     | 81       | 14          | 27       | 2     | 1        | 80       | 4     | 0        | 39    | 38       | 3.63     | 1.14    |
| '00計     | PHI       | 37    | 15    | 0     | 0     | 0        | 7     | 4     | 0        | 0           | .636  | 559   | 134.0    | 116      | 18          | 46       | 4     | 2        | 112      | 4     | 1        | 54    | 49       | 3.29     | 1.21    |
| 2001      | PHI       | 16    | 16    | 0     | 0     | 0        | 4     | 5     | 0        | 0           | .444  | 381   | 86.1     | 90       | 19          | 31       | 4     | 1        | 79       | 2     | 0        | 53    | 48       | 5.00     | 1.40    |
| 2001      | NYM       | 11    | 11    | 0     | 0     | 0        | 3     | 2     | 0        | 0           | .600  | 253   | 59.2     | 56       | 10          | 28       | 0     | 0        | 47       | 3     | 0        | 37    | 31       | 4.68     | 1.41    |
| '01計     | NYM       | 27    | 27    | 0     | 0     | 0        | 7     | 7     | 0        | 0           | .500  | 634   | 146.0    | 146      | 29          | 59       | 4     | 1        | 126      | 5     | 0        | 90    | 79       | 4.87     | 1.40    |
| 2002      | NYM       | 1     | 0     | 0     | 0     | 0        | 0     | 0     | 0        | 0           | ----  | 3     | 0.2      | 1        | 0           | 0        | 0     | 0        | 0        | 0     | 0        | 0     | 0        | 0.00     | 1.50    |
| 2002      | MON       | 15    | 5     | 0     | 0     | 0        | 2     | 3     | 0        | 0           | .400  | 179   | 37.1     | 47       | 9           | 23       | 3     | 1        | 43       | 3     | 0        | 29    | 29       | 6.99     | 1.88    |
| 2002      | CIN       | 39    | 1     | 0     | 0     | 0        | 0     | 2     | 0        | 4           | .000  | 178   | 39.2     | 37       | 7           | 20       | 2     | 1        | 37       | 1     | 0        | 24    | 19       | 4.31     | 1.44    |
| '02計     | CIN       | 55    | 6     | 0     | 0     | 0        | 2     | 5     | 0        | 4           | .286  | 360   | 77.2     | 85       | 16          | 43       | 5     | 2        | 80       | 4     | 0        | 53    | 48       | 5.56     | 1.65    |
| 2003      | HOU       | 11    | 0     | 0     | 0     | 0        | 0     | 0     | 0        | 1           | ----  | 60    | 12.0     | 14       | 2           | 8        | 1     | 2        | 8        | 0     | 0        | 8     | 8        | 6.00     | 1.83    |
| 2003      | BOS       | 5     | 2     | 0     | 0     | 0        | 0     | 1     | 0        | 0           | .000  | 50    | 12.1     | 12       | 4           | 2        | 0     | 0        | 12       | 0     | 0        | 8     | 7        | 5.11     | 1.14    |
| '03計     | BOS       | 16    | 2     | 0     | 0     | 0        | 0     | 1     | 0        | 1           | ----  | 110   | 24.1     | 26       | 6           | 10       | 1     | 2        | 20       | 0     | 0        | 16    | 15       | 5.55     | 1.48    |
| 2004      | BAL       | 8     | 7     | 1     | 0     | 1        | 2     | 1     | 0        | 0           | .667  | 196   | 47.2     | 39       | 7           | 16       | 0     | 0        | 32       | 0     | 0        | 19    | 16       | 3.02     | 1.15    |
| 2005      | BAL       | 34    | 32    | 1     | 0     | 0        | 13    | 10    | 0        | 0           | .565  | 832   | 197.1    | 187      | 33          | 63       | 0     | 9        | 133      | 2     | 1        | 94    | 84       | 3.83     | 1.27    |
| 2006      | BAL       | 40    | 12    | 0     | 0     | 0        | 0     | 7     | 0        | 1           | .000  | 453   | 98.2     | 137      | 28          | 35       | 3     | 0        | 70       | 1     | 0        | 81    | 76       | 6.93     | 1.74    |
| 2007      | TEX       | 5     | 0     | 0     | 0     | 0        | 0     | 0     | 0        | 0           | ----  | 46    | 10.0     | 11       | 3           | 6        | 1     | 0        | 7        | 0     | 0        | 11    | 8        | 7.20     | 1.70    |
| 2009      | KC        | 17    | 9     | 0     | 0     | 0        | 1     | 6     | 0        | 0           | .143  | 279   | 62.1     | 74       | 12          | 25       | 3     | 4        | 45       | 4     | 0        | 42    | 40       | 5.78     | 1.59    |
| 2010      | KC        | 33    | 23    | 1     | 1     | 0        | 12    | 7     | 1        | 0           | .632  | 608   | 140.1    | 136      | 17          | 57       | 4     | 3        | 98       | 3     | 0        | 68    | 65       | 4.17     | 1.38    |
| 2011      | KC        | 25    | 25    | 1     | 0     | 0        | 12    | 8     | 0        | 0           | .600  | 654   | 155.0    | 152      | 18          | 50       | 2     | 7        | 97       | 2     | 0        | 71    | 65       | 3.77     | 1.30    |
| 2012      | KC        | 34    | 34    | 0     | 0     | 0        | 11    | 14    | 0        | 0           | .440  | 827   | 191.2    | 215      | 33          | 47       | 3     | 8        | 140      | 5     | 0        | 114   | 108      | 5.07     | 1.37    |
| 2013      | KC        | 34    | 15    | 0     | 0     | 0        | 9     | 4     | 0        | 2           | .692  | 498   | 121.0    | 107      | 13          | 36       | 4     | 3        | 78       | 0     | 1        | 46    | 44       | 3.27     | 1.18    |
| 2014      | KC        | 13    | 7     | 0     | 0     | 0        | 2     | 4     | 0        | 0           | .333  | 223   | 48.1     | 69       | 7           | 16       | 1     | 1        | 36       | 0     | 0        | 40    | 40       | 7.45     | 1.76    |
| 2015      | CLE       | 2     | 2     | 0     | 0     | 0        | 0     | 1     | 0        | 0           | .000  | 35    | 6.1      | 17       | 2           | 0        | 1     | 0        | 4        | 0     | 0        | 9     | 9        | 12.79    | 2.84    |
| MLB：17年 | MLB：17年 | 400   | 227   | 4     | 1     | 1        | 82    | 81    | 1        | *9          | .503  | 6619  | 1532.0   | 1578     | 257         | 546      | 40    | 45       | 1140     | 30    | 3        | 849   | 786      | 4.62     | 1.39    |

- 各年度の太字はリーグ最高
- 「-」は記録なし
- 通算成績の「*数字」は不明年度がある事を示す

### 背番号
- 48（1998年 - 2000年途中）
- 39（2000年途中 - 2001年途中）
- 32（2001年途中 - 2002年途中）
- 52（2002年途中 - 同年終了、2003年途中 - 同年終了、2009年 - 2015年、2017年）
- 31（2003年 - 同年途中）
- 64（2004年）
- 27（2005年 - 2006年）
- 46（2007年）

### 代表歴
パナマ代表
- 2006 ワールド・ベースボール・クラシック・パナマ代表
- 2009 ワールド・ベースボール・クラシック・パナマ代表

中国代表
- 2017 ワールド・ベースボール・クラシック中国代表